# 김유나 (2005년)
김유나(2005년 ~ )는 대한민국의 배우이다.

## 작품

### TV 드라마
- 2011년 복희누나
- 2018년 남자사람친구14일전 - 김유나 역 (웹드라마)

### 영화
- 2017년 알로하 (주연)
- 2017년 주황불 (주연)
- 2019년 사바하 (단역)

### 연극
- 2010년 오아시스 세탁소
- 2011년 씬짜오봉실

## 수상
- 2010년 연극 '오아시스 세탁소 습격사건' 수상
- 2013년 제13회 전국재능동화구연대회 초등부 대상
- 2017년 제8회 안비취대상 전국민요 경창대회 초등부 장려상